# 55
Năm 55 là một năm trong lịch Julius.